# Iván Bella
Iván Gonzalo Bella (Buenos Aires, 13 settembre 1989) è un ex calciatore argentino, di ruolo centrocampista.

## Carriera

### Club
Centrocampista centrale, destro naturale, cresce nelle giovanili del Vélez Sarsfield. Esordisce in prima squadra l'8 giugno 2008 nel match contro l'Independiente, terminato 0-0. Colleziona altre 11 presenze nell'Apertura 2008.

### Nazionale
Con la selezione Under-20 dell'Argentina prende parte al campionato sudamericano Under-20 2009 disputatosi in Venezuela. Colleziona 8 presenze, di cui 7 dal primo minuto.

## Palmarès

### Club

#### Competizioni nazionali
- Campionato argentino: 4

Vélez Sarsfield: 2012 (A), 2012-2013, 2011 (C), 2009 (C)